# ヒルトン小田原リゾート&スパ
ヒルトン小田原リゾート&スパ（Hilton Odawara Resort & Spa）とは、神奈川県小田原市にあるヒルトングループのリゾートホテル。

## 概要
1980年代からの日米貿易摩擦の中で、1988年（昭和63年）6月20日に日米牛肉・オレンジ交渉が決着し、オレンジは3年後の1991年（平成3年）に輸入自由化されることになった。この対応策として、全国的にみかん園の他用途への転換が促進されることになり、1988年4月に、小田原市根府川地区にあったみかん園の転換跡地利用方策として小田原市が特殊法人の雇用促進事業団に対して誘致活動を行った。
1990年（平成2年）3月には雇用保険法に基づく勤労者福祉施設の建設が決定し、1993年（平成5年）7月に着工、1997年（平成9年）10月にスパウザ小田原として完成した。総工費は445億円で、この財源は雇用保険料のうちの事業主負担分（労働者の負担分は使われていない）であった。1998年（平成10年）3月に営業開始した。
しかし伊豆半島を中心とする他の温泉街を中心に、巨大な観光施設を雇用保険で建設したことや勤労者福祉施設であるために宿泊費等を安価に設定できることなどの反発を受けたため、勤労者福祉施設の廃止への流れの中で小田原市に売却が提案された。
小田原市は運営委託する企業を公募し、その中からヒルトンへの委託を決定。2004年（平成16年）に特殊法人の雇用・能力開発機構（雇用促進事業団を継承）から8億5千万円で購入、同年2月1日より「ヒルトン小田原リゾート&スパ」としてオープンした。
その後、2012年（平成24年）12月に土地と建物の大半をヒルトン・ワールドワイドが買収することが決定、2015年（平成28年）までに完了した。
2019年、森トラストが65億円でヒルトン小田原リゾート＆スパを買収した。
東京ドーム5個分の広大な敷地に、ホテル、温泉、テニスコート、ボウリング場などの施設が備わっている。

## 小田原市民優待
リゾート内の一部の施設利用において、小田原市民に対する利用料金割引の優待制度が設けられている。
優待料金を適用する際には、公的身分証明書（運転免許証、健康保険証、住基カード等）か、ヒルトン小田原リゾート＆スパが発行する市民優待カードの提示が必要。市民優待カードの発行においては、本人の顔写真と公的身分証明書が必要となる。

## アクセス方法

### 鉄道
下記の駅より、無料シャトルバスが運行している。
- 根府川駅 （JR東日本東海道線）
- 小田原駅 （東海道新幹線、JR東日本東海道線、小田急電鉄小田原線）

### 車
下記のインターチェンジより、国道135号・県道740号を通る。
- 西湘バイパス石橋IC
- 東名高速道路大井松田IC